# Regne de Sheka
El regne de Sheka fou un antic estat del sud d'Etiòpia veí del regne de Kaffa, que fou fundat per l'ètnia Shakacho al segle xvi (1560) aprofitant el corrent comercial amb el nord que va existir en l'època. El regne va adoptar aviat el cristianisme. El rei portava braçalets d'or que era un signe de poder polític. El poble mana vivia en el regne de Sheka i pertanyien a clans de grangers però fins a la reforma agrària de 1975 els mana no van poder tenir terres pròpies. Fou conquerit pels oromos al segle xviii. El títol dels seus governants era "tato". Els shakacho s'estimen actualment en uns cent mil.

## Governants
- 1670-1740 Bedi Goechi
- 1740-1780 Giba Goechi
- 1780-1782 Tuge Nechochi
- 1782-1785 Tume Afochi
- 1785-1800 Shagi Nechochi
- 1800-1805 Bedi Nechochi
- 1805-1810 Techi Nechochi
- 1810-1820 Desconegut
- 1820-1850 Galli Goechi
- 1850-1887 Deji Goechi
- 1887-1898 Techi Goechi
- Annexionat per Menelik II el 1898.